# Rodovia dos Bandeirantes
La Rodovia dos Bandeirantes (SP-348), è un'importante autostrada brasiliana che unisce la metropoli di San Paolo, con le città al centro dello stato di San Paolo.
Ha una grande importanza commerciale perché, insieme al rodoanel Mário Covas e alla rodovia Anchieta, collega due dei maggiori centri di importazione ed esportazione del Paese: l'aeroporto internazionale di Viracopos e il porto di Santos. Insieme alla rodovia Anhanguera, è anche il più grande corridoio finanziario del Paese, poiché collega le due regioni metropolitane più ricche dello Stato e del Brasile. 

## Storia
L'autostrada fu inaugurata il 28 ottobre 1978 dall'allora presidente Ernesto Geisel e dal governatore Paulo Egídio Martins. Il suo nome è un omaggio ai bandeirantes che esplorarono l'interno del Brasile dalla costa nello stato di San Paolo, lungo lo stesso percorso della strada attuale.
Quando la capacità massima di traffico della Rodovia Anhanguera fu raggiunta intorno al 1960, il governo statale decise di costruire un'altra autostrada con una capacità molto maggiore. Fu costruita secondo un progetto moderno (fu una delle prime autostrade del Paese con tre corsie per senso di marcia; oggi ce ne sono cinque da San Paolo a Jundiaí). 
Nel maggio 1998, l'allora governatore dello stato di San Paolo, Mário Covas, nell'ambito di una serie di privatizzazioni, trasferì la gestione dell'autostrada alla società AutoBAn di CCR. Sotto la gestione di questa società, l'autostrada è stata ammodernata e prolungata fino a Cordeirópolis, su un tratto aggiuntivo di 78 km, con accesso al km 168 alla Rodovia Washington Luís per São Carlos e São José do Rio Preto, e al km 173 alla Rodovia Anhanguera per Araras e Ribeirão Preto.